# Vitaly Halberstadt
Vitaly Halberstadt (Odessa, 20 de març de 1903 - París, 25 d'octubre de 1967) va ser un jugador d'escacs francès, problemista i sobretot un destacat compositor d'estudis de final.

## Biografia
Vitaly Halberstadt va emigrar a França després de la guerra civil russa i es va instal·lar a París, on va viure fins a la seva mort. La seva muller va morir a principis dels anys 1960 en un accident de trànsit, en el qual el seu fill resultà greument ferit. La seva salut es va deteriorar molt arran d'això, fins al punt que va deixar de compondre problemes d'escacs, i no va tornar a fer-ho fins als darrers dotze mesos de la seva vida.
Halberstadt era un home molt cultivat, i tenia altres centres d'interès a banda dels escacs, en particular la filosofia, la literatura, i la pintura. Va tenir relació amb destacats intel·lectuals, artistes, i escaquistes francesos, entre d'altres, amb André Chéron, Alfred Cortot, Xavier Tartakover, Eugène Znosko-Borovsky i el seu amic Marcel Duchamp.
Vitaly Halberstadt va ser enterrat al cementiri de Passy.
El 1925, va empatar al primer lloc a la primera edició del Campionat d'escacs de París amb Abraham Baratz.

## Composicions
A partir de 1924, va escriure més de dos-cents estudis, dels quals 19 es van incloure l'Album FIDE. El 1957 Halberstadt va esdevenir àrbitre internacional per a composicions d'escacs. El 1932 va publicar, amb Marcel Duchamp, «L'opposition et les cases conjugées sont réconciliées», un manual d'escacs dedicat a diversos problemes especials de [[final (escacs]|final]] de partida, un manual per al qual Marcel Duchamp va dissenyar la presentació i la portada. Halberstadt és l'autor també de «Curiosités tactiques des finales» (1954).
Com André Chéron, Halberstadt preferia els estudis analítics, i treballà rarament dins l'estil romàntic. Va ser redactor a la secció d'estudis de la revista Thèmes-64. El 1954 va publicar a París un recull dels seus estudis.
|   | a | b | c | d | e | f | g | h |   |
| 8 | g8 blanques alfil · e7 blanques rei · g7 negres rei · f5 blanques peó · e2 negres cavall · h2 negres cavall | g8 blanques alfil · e7 blanques rei · g7 negres rei · f5 blanques peó · e2 negres cavall · h2 negres cavall | g8 blanques alfil · e7 blanques rei · g7 negres rei · f5 blanques peó · e2 negres cavall · h2 negres cavall | g8 blanques alfil · e7 blanques rei · g7 negres rei · f5 blanques peó · e2 negres cavall · h2 negres cavall | g8 blanques alfil · e7 blanques rei · g7 negres rei · f5 blanques peó · e2 negres cavall · h2 negres cavall | g8 blanques alfil · e7 blanques rei · g7 negres rei · f5 blanques peó · e2 negres cavall · h2 negres cavall | g8 blanques alfil · e7 blanques rei · g7 negres rei · f5 blanques peó · e2 negres cavall · h2 negres cavall | g8 blanques alfil · e7 blanques rei · g7 negres rei · f5 blanques peó · e2 negres cavall · h2 negres cavall | 8 |
| 7 | g8 blanques alfil · e7 blanques rei · g7 negres rei · f5 blanques peó · e2 negres cavall · h2 negres cavall | g8 blanques alfil · e7 blanques rei · g7 negres rei · f5 blanques peó · e2 negres cavall · h2 negres cavall | g8 blanques alfil · e7 blanques rei · g7 negres rei · f5 blanques peó · e2 negres cavall · h2 negres cavall | g8 blanques alfil · e7 blanques rei · g7 negres rei · f5 blanques peó · e2 negres cavall · h2 negres cavall | g8 blanques alfil · e7 blanques rei · g7 negres rei · f5 blanques peó · e2 negres cavall · h2 negres cavall | g8 blanques alfil · e7 blanques rei · g7 negres rei · f5 blanques peó · e2 negres cavall · h2 negres cavall | g8 blanques alfil · e7 blanques rei · g7 negres rei · f5 blanques peó · e2 negres cavall · h2 negres cavall | g8 blanques alfil · e7 blanques rei · g7 negres rei · f5 blanques peó · e2 negres cavall · h2 negres cavall | 7 |
| 6 | g8 blanques alfil · e7 blanques rei · g7 negres rei · f5 blanques peó · e2 negres cavall · h2 negres cavall | g8 blanques alfil · e7 blanques rei · g7 negres rei · f5 blanques peó · e2 negres cavall · h2 negres cavall | g8 blanques alfil · e7 blanques rei · g7 negres rei · f5 blanques peó · e2 negres cavall · h2 negres cavall | g8 blanques alfil · e7 blanques rei · g7 negres rei · f5 blanques peó · e2 negres cavall · h2 negres cavall | g8 blanques alfil · e7 blanques rei · g7 negres rei · f5 blanques peó · e2 negres cavall · h2 negres cavall | g8 blanques alfil · e7 blanques rei · g7 negres rei · f5 blanques peó · e2 negres cavall · h2 negres cavall | g8 blanques alfil · e7 blanques rei · g7 negres rei · f5 blanques peó · e2 negres cavall · h2 negres cavall | g8 blanques alfil · e7 blanques rei · g7 negres rei · f5 blanques peó · e2 negres cavall · h2 negres cavall | 6 |
| 5 | g8 blanques alfil · e7 blanques rei · g7 negres rei · f5 blanques peó · e2 negres cavall · h2 negres cavall | g8 blanques alfil · e7 blanques rei · g7 negres rei · f5 blanques peó · e2 negres cavall · h2 negres cavall | g8 blanques alfil · e7 blanques rei · g7 negres rei · f5 blanques peó · e2 negres cavall · h2 negres cavall | g8 blanques alfil · e7 blanques rei · g7 negres rei · f5 blanques peó · e2 negres cavall · h2 negres cavall | g8 blanques alfil · e7 blanques rei · g7 negres rei · f5 blanques peó · e2 negres cavall · h2 negres cavall | g8 blanques alfil · e7 blanques rei · g7 negres rei · f5 blanques peó · e2 negres cavall · h2 negres cavall | g8 blanques alfil · e7 blanques rei · g7 negres rei · f5 blanques peó · e2 negres cavall · h2 negres cavall | g8 blanques alfil · e7 blanques rei · g7 negres rei · f5 blanques peó · e2 negres cavall · h2 negres cavall | 5 |
| 4 | g8 blanques alfil · e7 blanques rei · g7 negres rei · f5 blanques peó · e2 negres cavall · h2 negres cavall | g8 blanques alfil · e7 blanques rei · g7 negres rei · f5 blanques peó · e2 negres cavall · h2 negres cavall | g8 blanques alfil · e7 blanques rei · g7 negres rei · f5 blanques peó · e2 negres cavall · h2 negres cavall | g8 blanques alfil · e7 blanques rei · g7 negres rei · f5 blanques peó · e2 negres cavall · h2 negres cavall | g8 blanques alfil · e7 blanques rei · g7 negres rei · f5 blanques peó · e2 negres cavall · h2 negres cavall | g8 blanques alfil · e7 blanques rei · g7 negres rei · f5 blanques peó · e2 negres cavall · h2 negres cavall | g8 blanques alfil · e7 blanques rei · g7 negres rei · f5 blanques peó · e2 negres cavall · h2 negres cavall | g8 blanques alfil · e7 blanques rei · g7 negres rei · f5 blanques peó · e2 negres cavall · h2 negres cavall | 4 |
| 3 | g8 blanques alfil · e7 blanques rei · g7 negres rei · f5 blanques peó · e2 negres cavall · h2 negres cavall | g8 blanques alfil · e7 blanques rei · g7 negres rei · f5 blanques peó · e2 negres cavall · h2 negres cavall | g8 blanques alfil · e7 blanques rei · g7 negres rei · f5 blanques peó · e2 negres cavall · h2 negres cavall | g8 blanques alfil · e7 blanques rei · g7 negres rei · f5 blanques peó · e2 negres cavall · h2 negres cavall | g8 blanques alfil · e7 blanques rei · g7 negres rei · f5 blanques peó · e2 negres cavall · h2 negres cavall | g8 blanques alfil · e7 blanques rei · g7 negres rei · f5 blanques peó · e2 negres cavall · h2 negres cavall | g8 blanques alfil · e7 blanques rei · g7 negres rei · f5 blanques peó · e2 negres cavall · h2 negres cavall | g8 blanques alfil · e7 blanques rei · g7 negres rei · f5 blanques peó · e2 negres cavall · h2 negres cavall | 3 |
| 2 | g8 blanques alfil · e7 blanques rei · g7 negres rei · f5 blanques peó · e2 negres cavall · h2 negres cavall | g8 blanques alfil · e7 blanques rei · g7 negres rei · f5 blanques peó · e2 negres cavall · h2 negres cavall | g8 blanques alfil · e7 blanques rei · g7 negres rei · f5 blanques peó · e2 negres cavall · h2 negres cavall | g8 blanques alfil · e7 blanques rei · g7 negres rei · f5 blanques peó · e2 negres cavall · h2 negres cavall | g8 blanques alfil · e7 blanques rei · g7 negres rei · f5 blanques peó · e2 negres cavall · h2 negres cavall | g8 blanques alfil · e7 blanques rei · g7 negres rei · f5 blanques peó · e2 negres cavall · h2 negres cavall | g8 blanques alfil · e7 blanques rei · g7 negres rei · f5 blanques peó · e2 negres cavall · h2 negres cavall | g8 blanques alfil · e7 blanques rei · g7 negres rei · f5 blanques peó · e2 negres cavall · h2 negres cavall | 2 |
| 1 | g8 blanques alfil · e7 blanques rei · g7 negres rei · f5 blanques peó · e2 negres cavall · h2 negres cavall | g8 blanques alfil · e7 blanques rei · g7 negres rei · f5 blanques peó · e2 negres cavall · h2 negres cavall | g8 blanques alfil · e7 blanques rei · g7 negres rei · f5 blanques peó · e2 negres cavall · h2 negres cavall | g8 blanques alfil · e7 blanques rei · g7 negres rei · f5 blanques peó · e2 negres cavall · h2 negres cavall | g8 blanques alfil · e7 blanques rei · g7 negres rei · f5 blanques peó · e2 negres cavall · h2 negres cavall | g8 blanques alfil · e7 blanques rei · g7 negres rei · f5 blanques peó · e2 negres cavall · h2 negres cavall | g8 blanques alfil · e7 blanques rei · g7 negres rei · f5 blanques peó · e2 negres cavall · h2 negres cavall | g8 blanques alfil · e7 blanques rei · g7 negres rei · f5 blanques peó · e2 negres cavall · h2 negres cavall | 1 |
|   | a | b | c | d | e | f | g | h |   |

Solució:
1.f5-f6+ Rg7-h8!

2.Ag8-d5! Ce2-d4

3.Ad5-e4 Ch2-g4

4.f6-f7 Ch4-f5+!

5.Ae4xf5 Cg4-h6 

6.f7-f8T+! i guanyen 

ou

2. ... Ce2-f4

3.Ad5-e4 Ch2-g4

4.f6-f7 Cf4-g6+!

5.Ae4xg6 Cg4-h6

6.f7-f8C!! i guanyen

6.f8D+? i Ag8+ porten a l'ofegat. Les variants 6.f8T+? 6...Rg7 7.Ac2 Cg8+ 8.Re8 Cf6+ fracassen i porten a l'escac continu.